# 佐久間あい
佐久間 あい（さくま あい、1948年6月14日 - ）は、日本の女性声優。埼玉県出身。

## 略歴
以前は太陽プロモーション、劇団櫂、81プロデュースに所属していた。

## 人物
声種はソプラノ。
弓道三段。趣味・特技はドライブ。

## 出演作品

### テレビアニメ
1972年
- 科学忍者隊ガッチャマン（母親）

1975年
- タイムボカン（若い母、市民）

1977年
- ドカベン（1977年 - 1979年、主婦、ひろみ、小泉女医）
- ポールのミラクル大作戦（ネギちゃん、オレンジ）
- まんが 花の係長
- ヤッターマン（子供、少女、女達、キンコアメ）
- 超スーパーカー ガッタイガー（若月サチヨ）
- 恐竜大戦争アイゼンボーグ（久子）

1978年
- 未来少年コナン

1979年
- ゼンダマン（1979年 - 1980年、アマッタン〈2代目〉[6]）
- ベルサイユのばら（1979年 - 1980年）

1980年
- がんばれ元気（山谷節子）

1981年
- 銀河旋風ブライガー（ソアラギーニ）
- 銀河鉄道999（別のメーテル、キル）
- タイガーマスク二世（女学生）
- ハロー!サンディベル（ウェリントン伯爵夫人）
- めちゃっこドタコン（団カトリーヌ、のべのつみれ）

1982年
- The・かぼちゃワイン（梢、由利）

1983年
- 愛してナイト（少女）
- 銀河疾風サスライガー（バニーガール）

1985年
- 星銃士ビスマルク

### 劇場アニメ
1982年
- 戦国魔神ゴーショーグン（女）
- FUTURE WAR 198X年
- わが青春のアルカディア

1983年
- はだしのゲン

### 吹き替え
- ジョーズ ※日本テレビ版
- ヘルショック 戦慄の蘇生実験（看護士）
- 野生のエルザ ※テレビ朝日版

### 特撮
- ウルトラ6兄弟VS怪獣軍団（コチャン）